# Peter Joseph Hoen
Peter Joseph Hoen (Born, 25 september 1892 – Heerlen, 20 juni 1956) was een Nederlands politicus. 
Hij werd geboren als zoon van Peter Johannes Hoen (1857-1931; hoefsmid) en Maria Elisabeth Deuss (1856-1947). Begin 1921 werd hij benoemd tot burgemeester van Born. Hij werd in 1942 ontslagen waarna die gemeente een NSB'er als burgemeester kreeg. Na de bevrijding in 1944 was Hoen weer de burgemeester van Born. Hij overleed in 1956 tijdens zijn burgemeesterschap op 63-jarige leeftijd in een Heerlens ziekenhuis. 